# Georges Guynemer
Georges Marie Ludovic Jules Guynemer (Paris, 24 de Dezembro de 1894 – 11 de Setembro de 1917) foi um ás da aviação francês com 54 vitórias aéreas registradas durante a Primeira Guerra Mundial. Ele é considerado um herói nacional do povo francês.

## Biografia e carreira militar
Georges Guynemer nasceu em Paris no dia 24 de dezembro de 1894 em uma família rica. Seu pai era Paul Guynemer. Sua mãe era Julie, Condessa de Saint-Quentin, que tinha ascendência traçada até Carlos Magno. Durante sua infância, Guynemer demonstrava uma saúde frágil, ficando doente constantemente.
A fragilidade de Guynemer foi um grande entrave para sua atuação na força militar da França, tendo sido rejeitado cinco vezes, até o começo da Primeira Guerra Mundial, onde foi aceito para ser um estudante de mecânica na Escola Politécnica Francesa. Em 8 de Junho de 1915 foi aceito para aprender a ser um piloto, sendo atribuído para o esquadrão "Esquadrille MS.3". Em 5 de Dezembro de 1915, o esquadrão foi renomeado para "Esquadrille N.3", sendo equipado com os novos aviões de combate Nieuport 10. Em fevereiro de 1916, derrubou seu quinto avião inimigo, se tornando um ás. Em julho de 1917, derrubou o quinquagésimo avião inimigo, se tornando o primeiro francês a alcançar tal número. Em 11 de setembro 1917, partiu para mais uma missão de combate e nunca retornou, sendo declarado oficialmente desaparecido duas semanas mais tarde. O departamento de guerra francês o declarou oficialmente morto em 25 de setembro.

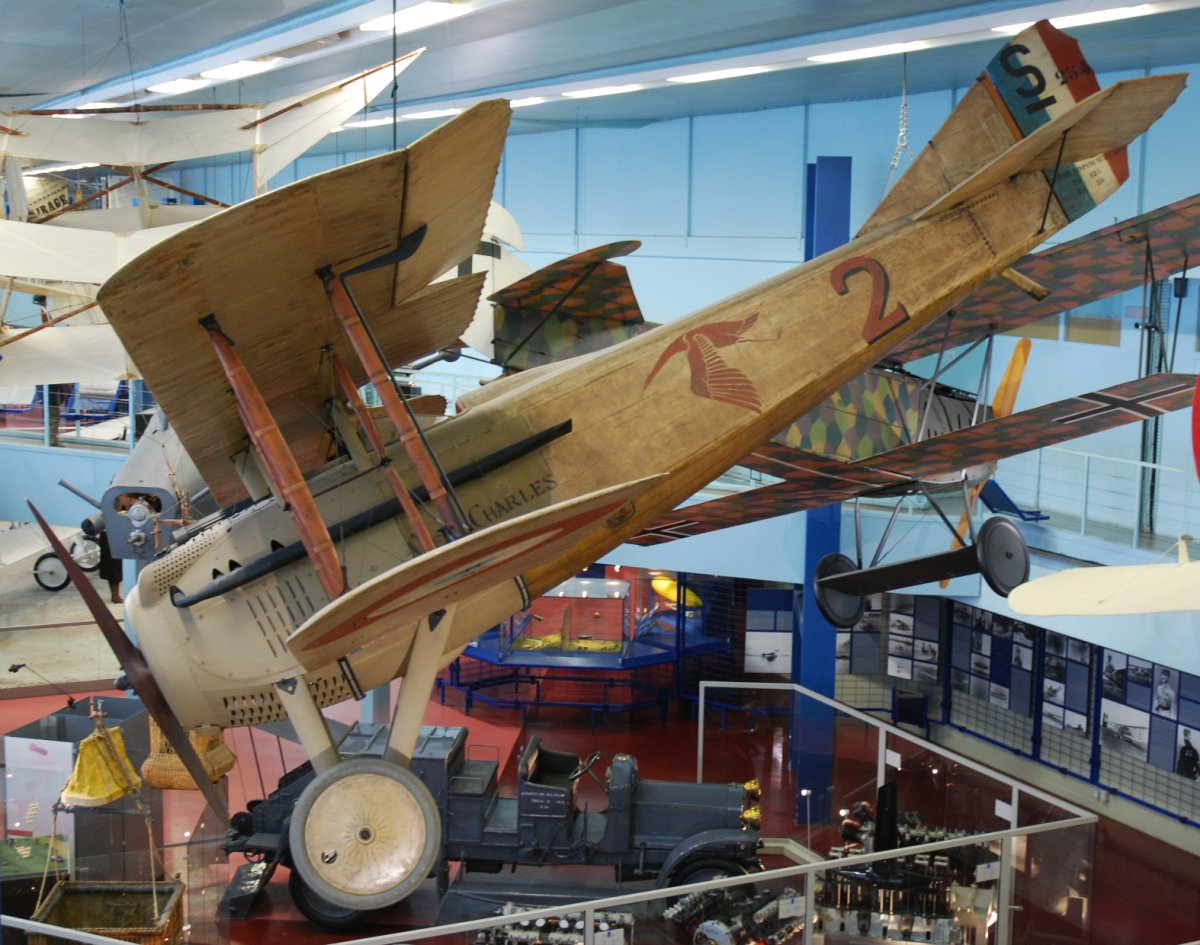
O SPAD S.VII do capitão Guynemer.